# Parafia Chrystusa Dobrego Pasterza w Piotrkowie
Parafia Chrystusa Dobrego Pasterza – parafia rzymskokatolicka położona na terenie gminy Jabłonna w województwie lubelskim. Parafia została erygowana 9 grudnia 1981 r. przez bpa Bolesława Pylaka. Powstała z miejscowości poprzednio należących do parafii Bychawka i Krzczonów.
Budowę kościoła rozpoczęto w 1980 r.. Pierwszym pomysłodawcą i wykonawcą był ks. Andrzej Tokarzewski. Dedykacji świątyni, która otrzymała tytuł "Chrystusa Dobrego Pasterza", dokonał bp Ryszard Karpiński 18 maja 1997 r. Kościół jest murowany, jednonawowy. Obok kościoła znajduje się budynek plebanii z 1937 roku. Rozbudowany i odnowiony w 2003 roku. Przy kościele znajduje się dzwonnica. W pobliżu położony jest parking, a tuż za nim cmentarz parafialny.

## Zasięg parafii
Do parafii należą wierni z następujących miejscowości: Piotrków Pierwszy, Piotrków Drugi, Piotrków-Kolonia, Piotrkówek i Wólka Jabłońska. Parafia liczy ok. 2174 wiernych.

Kapliczka przy kościele
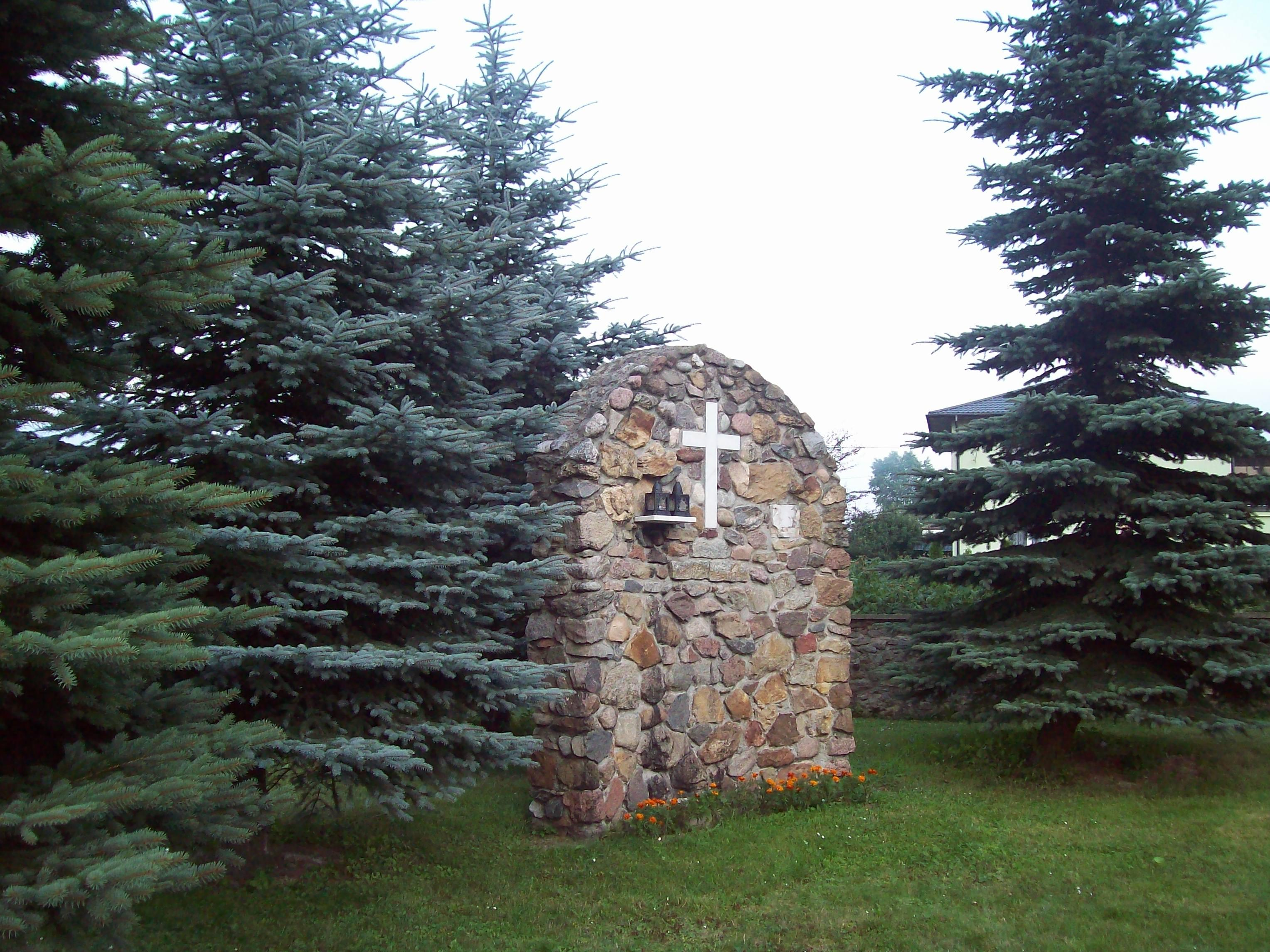
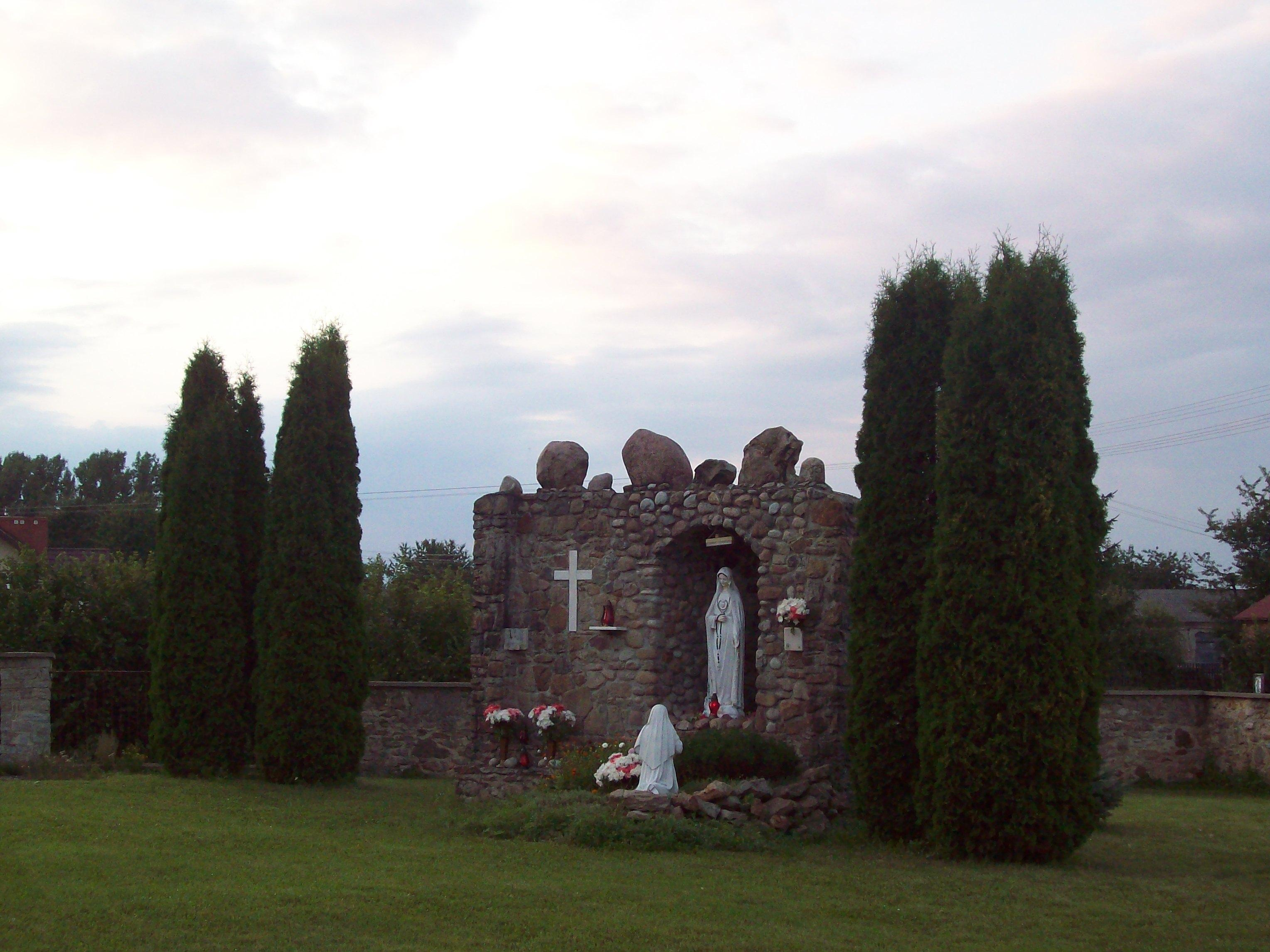